# Crithote prominens
Crithote prominens là một loài bướm đêm trong họ Erebidae.